# Raci (Bangil)
Raci is een bestuurslaag in het regentschap Pasuruan van de provincie Oost-Java, Indonesië. Raci telt 5954 inwoners (volkstelling 2010).